# Općina Petrovec
Općina Petrovec (makedonski: Општина Петровец) je jedna od 80 općina Republike Sjeverne Makedonije koja se prostire na sredini Sjeverne Makedonije. 
Upravno sjedište ove općine je selo Petrovec.

## Zemljopisne osobine
Općina Petrovec graniči s općinama Studeničani i Zelenikovo na zapadu, te s općinama Ilinden i Kumanovo na sjeveru, s općinama Sveti Nikole na istoku, te s Veles na jugu.
Ukupna površina Općine Petrovec  je 201.93 km².

## Stanovništvo
Općina Petrovec  ima 8 255 stanovnika. Po popisu stanovnika iz 2002. nacionalni sastav stanovnika u općini bio je sljedeći; .

## Naselja u Općini Petrovec
Ukupni broj naselja u općini je 16, i sva imaju status sela.

## Pogledajte i ovo
- Sjeverna Makedonija
- Općine Sjeverne Makedonije

## Vanjske poveznice
- Općina Petrovec na stranicama Discover Macedonia